# Olga Hepnarová
Olga Hepnarová (30 de junio de 1951 - 12 de marzo de 1975) fue una asesina en masa checoeslovaca, que el 10 de julio de 1973 mató a ocho personas con un camión en Praga. Fue condenada y ejecutada en 1975, siendo la última mujer ejecutada en Checoslovaquia y una de las últimas por el uso de ahorcamiento de caída corta.

## Vida
Olga Hepnarová nació el 30 de junio de 1951 en Praga. Era la hija de un empleado de banco y una dentista. Fue una niña normal, pero más tarde desarrolló problemas psiquiátricos; en 1964 intentó suicidarse ingiriendo medicamentos, y pasó un año en un hospital psiquiátrico en Opařany.
Más tarde, trabajó en varios lugares pero era despedida poco después de ser contratada. Terminó como camionera.

## Asesinato en masa
El 10 de julio de 1973 condujo un camión contra un grupo de 25 personas que esperaban el tranvía en Praga 7, en una calle que hoy lleva el nombre de Milada Horáková (entonces se llamaba "Los defensores de la paz"). Tres personas murieron de inmediato, tres más murieron más tarde el mismo día y dos en un par de días (todos tenían entre 60 y 79 años). También hubo seis heridos graves y seis heridos leves.
Antes del crimen envió una carta a dos periódicos (Svobodné slovo y Mladý Svět) explicando su acción como venganza por todo el odio que sentía que su familia y el mundo dirigían contra ella. Debido a la lentitud del sistema postal, se recibió la carta dos días después del asesinato. Según los informes, había planeado la venganza contra la sociedad en su cabeza durante mucho tiempo, incluyendo ideas sobre descarrilar un tren o provocar una explosión.
Durante la investigación, Hepnarová confirmó que su intención era matar a tantas personas como fuese posible y no expresó ningún remordimiento. Los expertos en psicología la encontraron totalmente consciente de sus actos. Sus acciones estaban planeadas, pues consideró una pendiente que conducía a la parada, lo que le permitiría ganar velocidad para aumentar las probabilidades de muerte. La colisión fue su segundo intento, sintió que no había suficientes personas en su primera carrera.
El 6 de abril de 1974, fue condenada a muerte por asesinato por el tribunal de la ciudad; la sentencia fue confirmada por los tribunales de instancia superior y el Tribunal Supremo que recalificó la sentencia a peligro público con la misma pena confirmada. Después de varios exámenes psiquiátricos se la consideró penalmente responsable de sus acciones. El primer ministro Lubomír Štrougal negó la petición de perdón. La ejecución tuvo lugar el 12 de marzo de 1975 en la prisión de Pankrác en Praga. Fue la última mujer ejecutada en Checoslovaquia.
De acuerdo con el verdugo, según lo registrado por el escritor Bohumil Hrabal, justo antes de la ejecución Hepnarová se desmayó y tuvo que ser arrastrada hasta el patíbulo. El verdugo de Hepnarova, años más tarde, también admitió que tuvo que dejar su trabajo al sentir que ella hizo su trabajo nauseabundo (la mujer luchó, vomitó y defecó antes de ser colgada). La fiabilidad de esta historia, sin embargo, es puesta en cuestión por el autor de la página web detallada sobre Hepnarová, ya que ninguna mención a este tipo de incidentes se hizo en el informe oficial de su ejecución.

## Literatura y cine
Existe un libro que recoge información sobre Olga Hepnarová: 
- Roman Cílek: Oprátka za osm mrtvých, 2001, ISBN 80-7179-285-3. Se trata de un libro sobre Hepnarová, que contiene un recopilatorio de documentos contemporáneos.

En el año 2016, se llevó al cine su vida en la película checa Já, Olga Hepnarová, dirigida por Petr Kazda y Tomás Weinreb. La encargada de encarnar a Hepnarová fue la actriz polaca Michalina Olszanska, por cuya interpretación recibió diferentes premios.